# Franciotto Orsini
Franciotti Orsini est un cardinal italien, né en 1473 à Rome, capitale des États pontificaux, et mort le 10 janvier 1534 à Rome.

## Famille
Il est un neveu du pape Léon X et il est de la famille Orsini des papes Célestin III (1191-1198), Nicolas III (1277-1280) et Benoît XIII (1724-1730) et des cardinaux Matteo Orsini (1262), Latino Malabranca Orsini, O.P. (1278), Giordano Orsini (1278), Napoleone Orsini (1288), Francesco Napoleone Orsini (1295), Giovanni Gaetano Orsini (1316), Matteo Orsini (1327), Rinaldo Orsini (1350), Giacomo Orsini (1371), Poncello Orsini (1378), Tommaso Orsini (vers 1383), Giordano Orsini, iuniore (1405), Cosma Orsini (1480), Giovanni Battista Orsini (1483). Flavio Orsini (1565), Latino Orsini (1448), Alessandro Orsini (1615), Virginio Orsini, O.S.Io.Hieros. (1641) et Domenico Orsini d'Aragona (1743).

## Biographie
Franciotti Orsini est élevé à Florence par Lorenzo de' Medici et participe à plusieurs campagnes militaires. Il se marie et après la mort de sa femme, il choisit l'état ecclésiastique et devient clerc romain et protonotaire apostolique. 
Il est créé cardinal par le pape Léon X lors du consistoire du 1er juillet 1517 ; il est évêque du diocèse de Nicastro en 1517-1518 et de Bojano en 1519-1523. Orsini est temporairement déposé du cardinalat.
Le cardinal Orsini participe au conclaves de 1521-1522, lors duquel Adrien VI est élu, et à celui de 1523 (élection de Clément VII). Il est encore évêque du diocèse de Fréjus (1524-1525) siège qu'il cède à son petit-fils Leone Orsini âgé de 13 ans et de Rimini (1528-1529).